# 日本モーゲージサービス
日本モーゲージサービス株式会社（にほんモーゲージ、英：Mortgage Service Japan Limited.）は東京都港区にある住宅金融事業を行う会社である。

## 沿革
2005年（平成17年）‐日本モーゲージサービス株式会社設立
2016年（平成28年）‐東京証券取引所JASDAQスタンダード市場に上場
2017年（平成29年）‐東京証券取引所市場第二部へ市場変更
2018年（平成30年）‐東京証券取引所市場第一部へ市場変更